# پارک هونجوماتسوزاکاچو

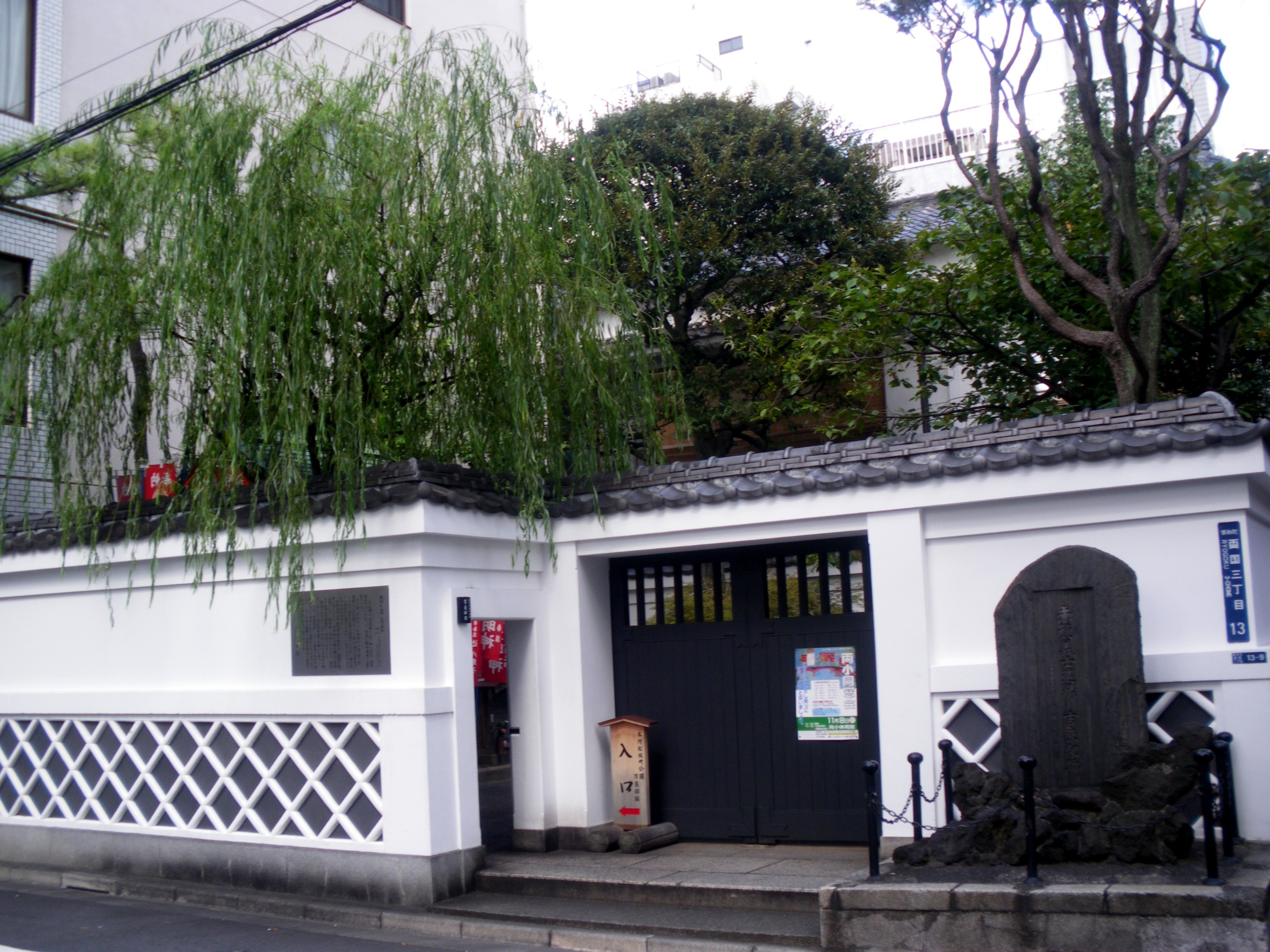

پارک هونجوماتسوزاکاچو (به ژاپنی: 本所松坂町公園) یک پارک در محله ریوگوکو در بخش سومیدا-کو، توکیو است. شهرت این پارک به علت سکونت کیرا یوشیناکا پس از بازنشستگی از مقام کوکه (دوره ادو) و همچنین حمله چهل و هفت رونین به آن در طی حادثه آکو در سال ۱۷۰۲ میلادی است.
امروزه یک پارک یا زمین بازی با مساحت ۹۸ متر به‌شمار می‌آید که بخش کوچکی از باقی مانده عمارت اربابی است که در آن زمان ۸۴۹۹ متر بزرگی آن بود. این عمارت پس از حمله آکو به مصادره شوگون‌سالاری درآمد و تبدیل به یک منطقه مسکونی شد.

## تاریخچه
عمارت اربابی هاچیسوکا تاکاشیگه در نزدیکی قلعه ادو در محله «گوفوکوباشی» (امروزه یائسو) و در کنار عمارت اربابی کیرا یوشیناکا، قرار داشت. در منبع تاریخی گوسکیکن مون کی آمده‌است که از آنجائیکه انتظار حمله چهل و هفت رونین به عمارت کیرا می‌رفت، هاچیسوکا تاکاشیگه نیز حفاظت از عمارت خود را از ترس سرایت آسیب افزایش داده بود و از بالا رفتن هزینه‌های امنیتی عمارت خود شاکی بود. او سرانجام به شوگون‌سالاری درخواست داد که عمارت کیرا به یک منطقه دورتر از قلعه ادو انتقال داده شود و پس از موافقت با درخواست او بود که کیرا به دستور شوگون‌سالاری به هونجو، توکیو (منطقه سومیدا-کو، توکیو امروزی) که در آن زمان حومه‌شهر به‌شمار می‌آمد، نقل مکان کرد. باقیمانده این عمارت امروزه پارک هونجوماتسوزاکاچو نامیده می‌شود.